# روسنای، اندر
روسنای، اندر (به فرانسوی: Rosnay) یک کمون در فرانسه است که در اندر واقع شده‌است. روسنای ۵۹٫۰۳ کیلومتر مربع مساحت و ۶۱۵ نفر جمعیت دارد و ۱۱۵ متر بالاتر از سطح دریا واقع شده‌است.